# Villino Astaldi
Il villino Astaldi è un edificio di Roma situato su via Saverio Mercadante, angolo via Niccolò Porpora, nel quartiere Q. III Pinciano.

## Villino Rosmunda
Tra gli anni '10 e gli anni '20 del XX secolo, in seguito alle disposizioni del Piano Regolatore del 1909, i terreni contigui all'estremità orientale di villa Borghese, di proprietà dell'ingegner Adolfo Sebastiani, vanno incontro a lottizzazione e sono edificati a villini. La presella posta all'angolo tra via Mercadante e via Porpora è destinata da Sebastiani ad ospitare la residenza della figlia Rosmunda, mentre quella contigua è destinata all'altra figlia Valeria.
Il villino Astaldi nasce quindi tra il 1920 e il 1923 con il nome di villino Rosmunda. Il progetto è affidato ad Arnaldo Foschini, coadiuvato da Attilio Spaccarelli. Nella sua struttura originaria il villino si compone di un corpo principale con struttura parallelepipedale e con asse maggiore e facciata principale lungo via Mercadante, di due piani fuori terra più seminterrato e attico. Un corpo secondario si affianca a quello principale sul retro, affacciandosi sul giardino, caratterizzato da pini a ombrello ma oggi in larga parte lastricato; quest'ultimo avvolge completamente l'edificio, determinando una zona di rispetto tra l'edificato e gli assi viari circostanti.
Nella concezione stilistica dell'edificio, Foschini e Spaccarelli si ispirano ad un contenuto cinquecentismo, su cui si innesta un impianto decorativo già aperto al barocchetto, soprattutto evidente in corrispondenza dell'attico (oggi scomparso), coronato, su via Mercadante, da un frontoncino sovrastato da timpano e delimitato da volute, su cui aggetta un piccolo balcone, e del piano terreno, le cui finestre sono caratterizzate da inferriate ed delimitate da una cornice a bugnato; il bugnato orna anche gli angoli dell'edificio. Più sobria è invece la decorazione del primo piano, delimitato da cornici marcapiano; la facciata su via Mercadante è impreziosita da un balcone ed ornata da due loggette che delimitano la porta-finestra centrale e racchiudono bassorilievi.

## I coniugi Astaldi
Nel 1954 l'edificio fu venduto dai Sebastiani ai coniugi Sante e Maria Luisa Astaldi, affermato costruttore edile lui, scrittrice lei. La Astaldi incaricò Mario Ridolfi di aumentare il volume edificato allo scopo di ospitare il proprio studio/biblioteca.  Ridolfi (coadiuvato da Volfango Frankl) procedette, tra il 1955 e il 1956, alla demolizione della struttura sovrastante il primo piano ed alla realizzazione di un ulteriore piano in calcestruzzo armato, con pianta stellare a quattro raggi, uno in corrispondenza di ciascun lato dell'edificio. La nuova costruzione, "staccata e disimpegnata dal resto" dell'edificio, è interamente circondata da una terrazza, sulla quale si aprono le stanze e alla quale si accede attraverso ampie superfici vetrate. Ridolfi operò anche internamente curando l'allestimento e l'arredamento dei nuovi volumi e installando un ascensore per agevolarne l'accesso. Tra gli anni '50 e '70, il villino ospitò un salotto letterario frequentato da varie personalità del mondo culturale italiano.

## Italia Nostra e vicende recenti
Per disposizione testamentaria, nel 1982 Maria Luisa Astaldi lasciò la proprietà dell'edificio all'associazione Italia Nostra, che vi trasferì la propria sede nazionale. Nel 2006, in seguito a sopravvenute necessità finanziarie, la direzione di Italia Nostra ha provveduto alla vendita dell'edificio a una società privata, per la somma di 12.850.000 Euro.
L'edificio è vincolato dalla Soprintendenza per i Beni Architettonici e Paesaggistici del Comune di Roma.